# Brussieu
Brussieu település Franciaországban, Rhône megyében. Lakosainak száma 1378 fő (2022. január 1.). Brussieu Brullioles, Saint-Genis-l'Argentière, Saint-Laurent-de-Chamousset, Bessenay és Courzieu községekkel határos.

## Népesség
A település népességének változása:
| Lakosok száma | 1261 | 1334 | 1451 | 1376 | 1377 | 1379 | 1374 | 1376 | 1378 |
|               | 2013 | 2015 | 2016 | 2017 | 2018 | 2019 | 2020 | 2021 | 2022 |